# Gonzalo Vicente
Gonzalo Vicente, vollständiger Name Gonzalo Miguel Vicente Maillot (* 22. Dezember 1979 in Montevideo) ist ein ehemaliger uruguayischer Fußballspieler.
Der 1,76 Meter große Abwehrspieler begann seine Karriere bei Peñarol Montevideo im Jahre 2001, wechselte dann 2002 zu El Tanque Sisley um sich ein Jahr später zur Apertura 2003 Liverpool Montevideo anzuschließen. Im Jahr 2004 bestritt er für den Klub 12 Ligaspiele (kein Tor). Von dort führte ihn sein Weg in der Saison 2004/05 zum italienischen Verein SSC Venedig, für den er 27 Spiele (ein Tor) in der Serie B absolvierte. Er kehrte sodann 2005 zurück zu Liverpool. Dort gehörte er noch in der Apertura 2006 zum Kader. In dieser letzten Halbserie stand er zweimal für die Montevideaner in Uruguays höchster Spielklasse auf dem Platz. Seinen sportlichen Werdegang setzte er in der Spielzeit 2006/07 auf Leihbasis in Europa fort. Dort stand er in der Liga BBVA in 19 Spielen der Segunda División und sechs Begegnungen im nationalen Pokal für Real Valladolid auf dem Platz. Anschließend wechselte er zur Saison 2007/08 innerhalb der Liga zum FC Cádiz, wo er in 21 Zweitligapartien und zwei Begegnungen der Copa del Rey eingesetzt wurde. Ein Torerfolg gelang ihm bei keiner der zwei Stationen auf der iberischen Halbinsel. In der Saison 2008/09 stand er dann nach Beendigung der beiden Leihgeschäfte abermals in der Spielzeit 2008/09 bei Liverpool in Montevideo unter Vertrag (drei torlose Einsätze in der Apertura 2008) und spielte in der Saison 2009/10 für Racing Club de Montevideo (drei Spiele in der Clausura 2009, eines in der Liguilla Pre Libertadores), für den er auch in zwei Aufeinandertreffen der Copa Libertadores 2010 aktiv war. Sein Weg führte ihn zur folgenden Spielzeit innerhalb der uruguayischen Hauptstadt zum Ligakonkurrenten Wanderers. Dort bestritt er in der Saison 2010/11 je nach Quellenlage 22 oder 20 Begegnungen in der Primera División.